# Plan zadań ochronnych
Plan zadań ochronnych - dokument planistyczny, który sporządza się i realizuje dla obszaru Natura 2000. Sporządza się go w ciągu 6 lat od ustanowienia obszaru specjalnej ochrony ptaków lub zatwierdzenia przez Komisję Europejską obszaru mającego znaczenie dla Wspólnoty. Można sporządzać go także dla obszaru zaproponowanego Komisji Europejskiej jako obszar mający znaczenie dla Wspólnoty, lecz jeszcze nie zatwierdzonego. Nie sporządza się tylko dla:
- terenu dla którego ustanowiono plan ochrony obszaru Natura 2000 lub uwzględniający zakres Natura 2000
- obszarów morskich.

Projekt planu sporządza sprawujący nadzór nad obszarem (zwykle Regionalny Dyrektor Ochrony Środowiska, niekiedy dyrektor parku narodowego). W procesie sporządzenia planu musi być zapewniony udział osób i podmiotów prowadzących działalność w obrębie siedlisk przyrodniczych i siedlisk gatunków, dla których ochrony wyznaczono obszar Natura 2000, a także możliwość wnoszenia uwag i wniosków ze strony ogółu społeczeństwa.
Regionalny dyrektor ochrony środowiska ustanawia plan na okres 10 lat, w drodze aktu prawa miejscowego w formie zarządzenia, kierując się koniecznością utrzymania i przywracania do właściwego stanu ochrony siedlisk przyrodniczych oraz gatunków roślin i zwierząt, dla których ochrony wyznaczono obszar Natura 2000. Plan zadań ochronnych może być zmieniony, jeżeli wynika to z potrzeb ochrony tych siedlisk przyrodniczych lub gatunków roślin i zwierząt.
Planowanie ochrony dla obszaru Natura 2000 lub jego części może być pogłębione przez sporządzenie bardziej szczegółowego planu ochrony.
Plan zadań ochronnych dla obszaru Natura 2000 zawiera:
- opis granic obszaru i mapę obszaru Natura 2000;
- identyfikację istniejących i potencjalnych zagrożeń dla zachowania właściwego stanu ochrony siedlisk przyrodniczych oraz gatunków roślin i zwierząt i ich siedlisk będących przedmiotami ochrony;
- cele działań ochronnych;
- określenie działań ochronnych ze wskazaniem podmiotów odpowiedzialnych za ich wykonanie i obszarów ich wdrażania, w tym w szczególności działań dotyczących: ochrony czynnej siedlisk przyrodniczych, gatunków roślin i zwierząt oraz ich siedlisk; monitoringu stanu przedmiotów ochrony oraz monitoringu realizacji celów; uzupełnienia stanu wiedzy o przedmiotach ochrony i uwarunkowaniach ich ochrony;
- wskazania do zmian w istniejących studiach uwarunkowań i kierunków zagospodarowania przestrzennego gmin, miejscowych planach zagospodarowania przestrzennego, planach zagospodarowania przestrzennego województw oraz planach zagospodarowania przestrzennego morskich wód wewnętrznych, morza terytorialnego i wyłącznej strefy ekonomicznej dotyczące eliminacji lub ograniczenia zagrożeń wewnętrznych lub zewnętrznych, jeżeli są niezbędne dla utrzymania lub odtworzenia właściwego stanu ochrony siedlisk przyrodniczych oraz gatunków roślin i zwierząt, dla których ochrony wyznaczono obszar Natura 2000;
- wskazanie terminu sporządzenia, w razie potrzeby, planu ochrony dla części lub całości obszaru. [1]

Szczegółowy tryb sporządzania i zakres prac określa rozporządzenie Ministra Środowiska z 17 lutego 2010 r. (Dz. U. 34 poz. 186)